# The Legend of Zelda: Ocarina of Time
The Legend of Zelda: Ocarina of Time is een videospel van het genre action-adventure dat werd ontwikkeld door het Japanse bedrijf Nintendo en voor het eerst uitkwam op 11 november 1998. Het is het vijfde deel uit de fantasy-serie The Legend of Zelda en het eerste spel in deze reeks dat werd uitgebracht voor de Nintendo 64. Het was het eerste spel in de serie met driedimensionale graphics.
Ocarina of Time werd net als de andere spellen uit de The Legend of Zelda-reeks ontworpen door Shigeru Miyamoto. Nintendo's ontwikkelstudio, Nintendo EAD, werkte vier jaar aan het spel voordat het op de markt kwam. Seriecomponist Koji Kondo schreef de soundtrack. De speler bestuurt de hoofdfiguur Link die op een missie is om de kwaadaardige koning Ganondorf te stoppen. De game introduceerde verschillende nieuwigheden, zoals een target-lock-systeem en contextgevoelige knoppen; functies die werden overgenomen in latere 3D-avonturengames. Om voortgang te maken in een level, moet de speler melodieën spelen op een ocarina.
Ocarina of Time ontving al snel na zijn lancering lovende kritieken, met name voor de visuals, het geluidsontwerp, de gameplay, de muziek en het verhaal. Vele recensenten positioneerden het spel als een van de beste videospellen aller tijden, een mening die ook werd weerspiegeld door de recensie-aggregator Metacritic. Het spel was een groot commercieel succes; er werden meer dan zeven miljoen exemplaren verkocht. Een vervolg van het spel kwam in 2000 uit onder de titel The Legend of Zelda: Majora's Mask. Een opgepoetste versie van het spel, The Legend of Zelda: Ocarina of Time 3D, kwam in 2011 beschikbaar voor de Nintendo 3DS.

## Overzicht

### Kenmerken
Ocarina of Time was het eerste The Legend of Zelda-spel dat uitkwam in 3D; de graphics waren een succesvolle transitie vanuit 2D. Net zoals in Super Mario 64 en later Metroid Prime gaf deze extra dimensie ook hier meer diepgang aan de gameplay. Mede hierom beschouwden veel recensenten The Legend of Zelda: Ocarina of Time als het beste videospel dat tot dan toe werd gemaakt (zie ook Ontvangst).
Ocarina of Time is een videospel waarin de speler veel vrijheid heeft dankzij de aanwezigheid van uitgebreide gebieden. Hoewel de queeste van Link om Ganondorf te verslaan lineair loopt, zijn er talloze extra opdrachten in deze gebieden die Link kan vervullen en die niet verplicht zijn om het spel in zijn geheel uit te spelen. Een voorbeeld hiervan is het bemachtigen van het zogenaamde Biggoron Sword, het krachtigste zwaard in het spel.
De populariteit van het spel is onder meer toe te schrijven aan een geslaagde combinatie van gevechten, mystieke kerkers, fictieve werelden (geofictie) en voor hun tijd geavanceerde beelden en geluiden die bij veel spelers in de smaak vielen.

### Audio
De muziek van het spel is geschreven door Kōji Kondō, die de componist van de Zeldaspellen is vanaf het eerste spel uit de reeks. Veel van de muziekdeuntjes zijn verbonden aan een bepaald personage uit het spel. Daarnaast wordt ook elk gebied in Hyrule afzonderlijk geassocieerd met een vast stukje muziek. Dit wordt omgekeerd leidmotief genoemd; in plaats van de muziek die een bepaald personage aankondigt, wordt er nu een stilstaande omgeving geïntroduceerd als de speler opdaagt. Op sommige locaties is de muziek een variatie van ocarinadeuntjes die de speler leert en die toepasselijk zijn bij dat gebied. De muziek maakt integraal deel uit van het spel, wat een reden was om Ocarina of Time "de eerste hedendaagse titel waarbij muziek maken deel uitmaakt van de gameplay" te noemen.
De knoppen op de Nintendo 64-controller kunnen worden vergeleken met de gaten in een ocarina en de speler dient een reeks van nummers aan te leren om het spel te voltooien. Alle melodieën gebruiken de vijf noten die beschikbaar zijn op een ocarina en in combinatie met de analoge stick kunnen er andere tonen worden gespeeld. Kondo vertelde dat het creëren van verschillende thema's op de beperkte omvang een "enorme uitdaging" was, maar was van mening dat het eindresultaat heel natuurlijk was.
De soundtrack van het spel werd geproduceerd door Pony Canyon en uitgebracht in Japan op 18 december 1998. Deze soundtrack bestaat uit een compact disc met 82 tracks. Er is een Amerikaanse versie geproduceerd met dezelfde nummers, maar met verschillende artworkverpakkingen.

### Gameplay
Net zoals in de vorige spellen uit de serie is de elfenjongen Link de protagonist. Bijgestaan in zijn avontuur door de fee Navi en zijn paard Epona moet Link, onder andere met behulp van de Ocarina of Time (een muziekinstrument), proberen om Princess Zelda te bevrijden uit de klauwen van Ganondorf en het koninkrijk Hyrule vrijwaren van diens duistere krachten. Vanaf een bepaald punt in het spel moet Link verschillende tempels doorkruisen en het kwaad dat daar huist opheffen. Opmerkelijk aan deze gameplay is dat Link ook kan tijdreizen.
Ocarina of Time is een voorbeeld van action-adventure, een combinatie van actie en avontuur met RPG- en puzzelelementen. De speler bestuurt gedurende het hele spel de hoofdpersoon Link in een third-person-perspectief, waarbij het lijkt of de speler achter het personage 'zweeft', terwijl hij het personage bestuurt. De spelwereld is driedimensionaal.
In gevechten biedt Z-targeting de mogelijkheid om Link te laten focussen op vijanden of bepaalde voorwerpen. Wanneer deze techniek wordt gebruikt, volgt de camera Link, waardoor deze altijd in contact blijft met het doel waarop is gefocust. Aanvallen van projectielen worden automatisch gericht op het doel en vereisen hierbij geen handmatig richten. Wanneer de speler gebruikmaakt van Z-targeting verschijnen er pijlen die automatisch naar het doel wijzen, waardoor de vijand of het voorwerp steeds in beeld blijft.
Het is ook mogelijk de instellingen zo te wijzigen dat bepaalde acties kunnen worden toegewezen aan slechts één knop. Het on-screen display toont wat er zal gebeuren wanneer de knop wordt ingedrukt, en verandert naargelang de handelingen die het personage (in het Engels: character) verricht. Een druk op de knop zorgt er bijvoorbeeld voor dat Link een kist of blok voortduwt. Het gebruik van diezelfde knop in combinatie met de analoge stick zorgt ervoor dat Link op het blok kruipt. Er vinden tijdens het spel voornamelijk gevechten plaats, hoewel het gebruik van stealth soms ook wordt toegepast.

Zoals in veel andere The Legend of Zeldaspellen is ook in Ocarina of Time de rupee het officiële betaalmiddel

Link kan nieuwe gaven krijgen door het verzamelen van voorwerpen en wapens die in tempels of kerkers verspreid over Hyrule verborgen liggen. Naast de hoofdqueeste zijn er tal van kleinere queestes mogelijk in het spel, die niet verplicht zijn om het spel tot een goed einde te brengen. Het volbrengen van deze kleinere queestes wordt echter wel beloond met rupees, extra wapens/voorwerpen of andere gaven.
Link kan door middel van het continu ruilen van ogenschijnlijk onbruikbare voorwerpen het Biggoron Sword verkrijgen, het langste en krachtigste zwaard in het spel dat met twee handen gehanteerd dient te worden. In een andere queeste kan hij het paard Epona vrijspelen, als handig vervoermiddel om van het ene gebied in Hyrule naar het andere te gaan. Het aanvallen te paard blijft echter beperkt tot het gebruik van pijl-en-boog.
In het begin van het spel krijgt Link de Fairy Ocarina, waarmee hij melodieën kan spelen die elk een ander effect teweegbrengen (bijvoorbeeld het reizen naar reeds bezochte gebieden). Het muziekinstrument wordt later in het spel vervangen door de Ocarina of Time, een andere versie van de ocarina. In totaal zijn er twaalf verschillende melodieën te leren op de Ocarina of Time, waarmee onder andere bepaalde puzzels kunnen worden opgelost. Deze melodieën kunnen steeds worden opgeroepen in het vierdelige overzichtsmenu.
De Ocarina of Time wordt eveneens gebruikt om de Door of Time (tijdpoort) in de Temple of Time te openen, waarachter het Master Sword verborgen is. Wanneer Link het zwaard uit het voetstuk trekt, is het verzegeld voor zeven jaar en pas na die tijd zal Link oud genoeg zijn om het Master Sword te kunnen hanteren als de Hero of Time. Zowel de jonge Link als de volwassen Link hebben elk hun eigen gaven. Zo kan alleen de volwassen Link bijvoorbeeld de Fairy Bow en het Hookshot hanteren, en grote blokken voortduwen, terwijl enkel de jonge Link in staat is zich door nauwe openingen te wurmen en zich kan beperken tot slechts enkele voorwerpen, waaronder het Fairy Slingshot. Na het voltooien van de Forest Temple kan Link door het Master Sword terug te plaatsen in het voetstuk, of het er juist uit te trekken, vrij tijdreizen tussen de periodes van kind-zijn en volwassen-zijn.

### Kerkers en tempels
Het spel bestaat in zijn geheel uit negen basiskerkers en tempels. Daarnaast komen er nog twee kleinere kerkers en één optionele kerker voor, die minder groot en uitdagend zijn in opzet. De eerste drie kerkers van het spel moeten doorkruist worden door Young Link, zodat de zogenoemde Spiritual Stones die nodig zijn voor het openen van de door of time bemachtigd kunnen worden. Hierna begint de zoektocht naar de vijf tempels, waar een zeker kwaad in huist dat moet worden opgeheven. De Spiritual Stones en medailles (één medaille per tempel) worden bewaard in het overzichtsmenu. Elke tempel heeft een eigen thema, waaronder: bos, vuur, water, schaduw en geest. In elke tempel moeten een of enkele puzzels worden opgelost, vervolgens dient de eindbaas verslagen te worden om het kwaad definitief uit te roeien. Dit concept komt ook terug in alle andere delen uit de The Legend of Zelda-serie.
Volgens traditie ligt er in elke kerker/tempel een voorwerp verborgen, dat grote invloed heeft op latere gebeurtenissen in diezelfde kerker of tempel. De meeste puzzels dienen opgelost te worden met dit voorwerp en ook de eindbaas moet hoofdzakelijk hiermee worden verslagen. Behalve dit voorwerp zijn er in de kerkers en tempels ook nog sleutels, een plattegrond, een kompas en - in het geval van de tempels - een sleutel die toegang geeft tot het verblijf van de eindbaas terug te vinden. Daarnaast zijn er ook nog kleine schatkisten aanwezig, die meestal Rupees of andere minder waardevolle voorwerpen bevatten.
In het overzichtsmenu staat er een kaart van Hyrule aangegeven met daarop de belangrijkste locaties. De gebieden die Link reeds bezocht heeft zijn automatisch zichtbaar op de kaart, andere blijven overdekt met een wolkenpakket (wat betekent dat Link deze gebieden nog moet doorkruisen). In tempels en kerkers waarin een dungeon map aanwezig is, zal de kaart van Hyrule niet meer zichtbaar zijn. Deze wordt dan vervangen door de kaart van de desbetreffende kerker of tempel. Op de kaart is ook te zien hoeveel sleutels Link heeft bemachtigd, en er verschijnt een Gold Skulltula-teken op wanneer alle Gold Skulltula-penningen zijn verzameld. Het kompas, dat verscholen ligt in elke kerker en tempel, is een handig onderdeel van de dungeon map waarmee de oriëntatie en de aanwezigheid van schatkisten kan worden bepaald.

### Uitrusting en voorwerpen
Links basisuitrusting bestaat uit een zwaard en een schild, maar naarmate het spel vordert kan hij ook gebruikmaken van andere handige voorwerpen en magische spreuken. Het is bekend dat de meeste voorwerpen te vinden zijn in kerkers en tempels. Andere voorwerpen kunnen dan weer verkregen worden dankzij het voltooien van sidequests (kleinere queestes).
De jonge Link zal niet steeds dezelfde voorwerpen kunnen gebruiken als de volwassen Link, en omgekeerd, al zijn er uitzonderingen. In het algemeen zal de volwassen Link meer voorwerpen kunnen gebruiken dan zijn jongere versie, omdat het spel zich grotendeels zeven jaar verder in de tijd afspeelt.
Sommige voorwerpen dienen eerst in het overzichtsmenu geselecteerd en naar een van de drie actieknoppen overgezet te worden, zodat deze voorwerpen onmiddellijk kunnen worden gebruikt wanneer de speler op de betreffende knop drukt. Zwaarden en schilden kunnen echter niet naar een knop overgezet worden, omdat deze behoren tot de basisuitrusting. De speler dient in dat geval in het overzichtsmenu bij de uitrusting gewoon het gewenste zwaard, schild of paar schoenen te selecteren. Er zijn drie verschillende zwaarden, schilden en paar schoenen beschikbaar in het spel, waarvan er telkens twee eerst moeten worden vrijgespeeld.
Naast standaardvoorwerpen zoals het Hookshot - een object waarmee Link zich kan vasthechten aan bepaalde doelen en deze ook gemakkelijk kan bereiken op afstand - en de Megaton Hammer - een hamer waarmee sommige objecten of vijanden gemakkelijk kunnen worden geplet of vernietigd - zijn er ook andere onderdelen die Link kan verzamelen, al dan niet noodzakelijk voor het volbrengen van het spel. Het vrijspelen van de vier lege flesjes is niet noodzakelijk, maar kan voor Link een hulpmiddel zijn om sommige vloeistoffen (melk, water, geneesmiddelen) en andere dingen (geesten, feetjes, enz.) in te bewaren.
Bovendien is er nog de mogelijkheid om zogenaamde Gold Skulltula tokens te verzamelen. Deze munten - waarvan er in totaal honderd zijn en die verspreid zijn over heel Hyrule - kunnen een vloek opheffen waardoor een aantal mensen eerder werd veranderd in spinnen. Vervolgens belonen deze mensen Link met allerlei handige voorwerpen. 
Ten slotte kan Link als kind ook nog magische bonen kopen in Zora's River, die hij kan planten in tien verschillende zachte bodems die verspreid zijn over heel Hyrule. Zeven jaar later zullen deze bonen uitgegroeid zijn tot handige planten, in de vorm van een beweegbaar platform. Hierdoor wordt het mogelijk om bepaalde eerder onbereikbare plaatsen alsnog te bereiken.
Naast de voorwerpen kan Link melodieën voor zijn ocarina leren. Deze melodieën hebben een bepaald effect. Sommige melodieën zorgen ervoor dat link geteleporteerd wordt. Andere melodieën zorgen ervoor dat er iets met het weer (Song of Storms) gebeurt of dat zijn paard naar hem toe komt gelopen (Epona's Song).

### Plot
De gebeurtenissen in het spel spelen zich af vóór de andere episodes uit de reeks en vinden plaats in het fictieve koninkrijk van Hyrule, waar ook de meeste andere Zeldaspellen zijn gesitueerd. Hyrule Field verbindt de verschillende gebieden van Hyrule met elkaar en dient zelf als tussengebied. De meeste gebieden en plaatsen in het land worden bewoond door specifieke rassen. Tot deze rassen behoren onder meer de Hylians, Kokiri, Gorons, Zoras en Gerudo.
Het spel begint op het moment dat het feetje Navi de elfenjongen Link wekt uit een nachtmerrie. In deze nachtmerrie heeft Link gezien dat een in het zwart gehulde man die Ganondorf heet te paard de achtervolging inzet om Princess Zelda en een zekere Impa in te halen. Navi brengt Link de boodschap dat de beschermer van Kokiri Forest, de Great Deku Tree, hem dringend wil spreken. Later blijkt dat de reusachtige boom te lijden heeft onder een vloek en hierdoor stervende is. Link wordt aangeroepen om de vloek op te heffen en het monster dat in de boom huist te verslaan. Achteraf sterft de Great Deku Tree alsnog aan uitdroging, maar hij vertelt eerst een bijzonder verhaal over een "mysterieuze man uit de woestijn". Deze man heeft een vloek over de boom uitgesproken en wil aan de macht komen om Hyrule te veroveren. Voordat de boom sterft maakt hij aan Link duidelijk dat hij degene is die de genoemde man moet stoppen voordat het te laat is. Ook geeft de boom aan Link de Kokiri's Emerald (een bijzondere smaragd). Link wordt aangewezen als de persoon om Hyrule Castle een bezoek te brengen en met Princess Zelda te gaan praten over de gebeurtenissen.
Aangekomen bij Hyrule Castle ontmoet Link Zelda. Zelda vertelt Link dat ze reeds verscheidene visioenen heeft gehad die te maken hadden met Hyrule en een jongen die op pad was om het kwaad uit te roeien. Ze gelooft dat Ganondorf, de Gerudo King of Thieves (Gerudo-koning der Dieven) op zoek is naar de Triforce, een heilig relikwie dat zich in de Sacred Realm bevindt en dat aan de houder goddelijke krachten toekent. Zelda's beschrijvingen van Ganondorf blijken overeen te stemmen met die van de man die de vloek over de Great Deku Tree heeft uitgesproken. Zelda vraagt aan Link om de drie Spiritual Stones (Spirituele Stenen) te bemachtigen, waarvan hij er reeds één in zijn bezit heeft. Hierdoor zal hij de Sacred Realm kunnen betreden en de Triforce bereiken voordat Ganondorf dat doet. Link zet zijn avontuur verder in Goron City. Hier ontmoet hij Darunia, de leider van de Gorons. Nadat Link King Dodongo heeft verslagen op Death Mountain geeft Darunia hem uit dankbaarheid de tweede Spiritual Stone: Goron's Ruby. Ten slotte verkrijgt Link de derde en laatste steen (Zora's Sapphire) van de Zora-prinses Ruto, nadat hij haar eerst heeft bevrijd uit de buik van Lord Jabu-Jabu, een gigantische walvisachtige vis.

De Triforce

Link keert terug naar Hyrule Castle, maar op zijn terugweg doet zich een vreemd tafereel voor. Precies zoals in zijn nachtmerrie ziet hij een paard met daarop Zelda en Impa wegvluchten voor het paard van Ganondorf. Wanneer de prinses Link opmerkt, gooit ze de Ocarina of Time in de gracht en verdwijnt vervolgens uit het zicht. Ganondorf spreekt Link aan en hoort hem uit over de vlucht van Zelda en Impa, maar wendt even later gauw zijn blik weer af en zet de achtervolging voort. Na deze gebeurtenis weet Link de Ocarina of Time te bemachtigen. Ook leert hij de Song of Time, die Zelda hem via telepatische krachten aanleert. Later weet Link in de Temple of Time met behulp van de drie Spiritual Stones en de Song of Time de deur die leidt naar de Sacred Realm te openen. Achter de deur bevindt zich het Master Sword in zijn voetstuk. Dit is een legendarisch zwaard waarmee het kwaad kan worden verbannen. Op het moment dat Link het zwaard uit zijn voetstuk trekt, verschijnt Ganondorf weer en hij volgt Link naar de Sacred Realm waar hij de Triforce kan benaderen.
Zeven jaar later ontwaakt een oudere Link in een mysterieuze kamer die bekendstaat als de Chamber of Sages (Kamer der Wijzen). Hij ontmoet Rauru, de oude Sage of Light (Wijze van het Licht) en een van de zeven wijzen die de locatie van de Triforce beschermen. Rauru vertelt Link dat zijn geest verzegeld werd voor een periode van zeven jaar, tot aan het moment waarop hij oud genoeg was om het Master Sword te hanteren en Ganondorf te verslaan. De zeven wijzen zouden Ganondorf kunnen opsluiten in de Sacred Realm, hoewel vijf van de zeven wijzen van hun identiteit werden beroofd toen Ganondorf Hyrule omvormde tot een land van duisternis en ellende. Links terugweg naar Hyrule Castle resulteert in een ontmoeting met Sheik, een mysterieuze man die Link zomaar gidst in het opsporen van de vijf tempels waarin Ganondorf het kwaad heeft verspreid. Als het kwaad wordt opgeheven kunnen de krachten van de wijzen hersteld worden, zodat Ganondorf kan worden verslagen.
Nadat de vijf andere wijzen zijn ontwaakt onthult Sheik dat hij zich al die tijd had vermomd en in werkelijkheid prinses Zelda is, de zevende wijze. Zelda vertelt Link dat Ganondorf een kwaadaardig persoon is en dat de Triforce hierdoor in drie verschillende stukken werd verdeeld, omdat alleen in goede handen de Triforce in zijn geheel kan blijven bestaan. De splitsing van de Triforce werd overigens voorspeld in een oude profetie. Ganondorf bezat de Triforce of Power (kracht), terwijl de andere stukken, door het lot bepaald, aan twee andere personen werden toegewezen. Zo kreeg Zelda de Triforce of Wisdom (wijsheid) en Link de Triforce of Courage (moed). Wanneer Zelda aan Link de Light Arrows - een uiterst krachtig wapen dat duistere wezens kan uitroeien - overhandigt, merkt Ganondorf haar aanwezigheid op, waarna hij haar opsluit in een magisch kristal. Samen met de prinses vlucht Ganondorf naar zijn vestigingsplaats, Ganon's Tower, terwijl Link de achtervolging inzet. De overgebleven wijzen helpen Link de toren binnen te dringen door middel van een magische brug. In de toren vindt het ultieme gevecht tussen Link en Ganondorf plaats, waarbij deze laatste uiteindelijk wordt verslagen. Zelda wordt bevrijd, maar het kasteel staat op dat moment op instorten. Zij en Link weten veilig de toren uit te vluchten, maar beneden worden ze beiden opgesloten in een cirkel van vuur. Ganondorf blijkt toch nog niet helemaal verslagen te zijn, want hij duikt weer uit het puin op als het grote monster Ganon, waarin hij zich heeft veranderd met behulp van de Triforce of Power. Eerst zonder het Master Sword, later met dit zwaard neemt hij het op in het ultieme gevecht om Hyrule. Met behulp van Zelda wordt Ganon definitief uitgeschakeld en opgesloten door de zeven wijzen in de Sacred Realm. Nog steeds in het bezit van de Triforce of Power zweert Ganondorf wraak te nemen op de nakomelingen van Hyrule,, waarna hij uit beeld verdwijnt. Zelda gebruikt de Ocarina of Time om Link terug te sturen naar zijn originele kindertijd om daar zijn leven op normale wijze voort te zetten. Later wordt er een groot feest ter gelegenheid van de ondergang van Ganondorf en de redding van Hyrule gevierd, waarbij alle inwoners van Hyrule aanwezig zijn. Het spel eindigt wanneer Link en Zelda, zeven jaar teruggestuurd in de tijd, elkaar aankijken in de tuin van het kasteel.

## Ontwikkeling
Ocarina of Time werd voor het eerst voorgesteld aan een publiek door middel van een technische demo. Dit gebeurde op de beurs van Nintendo Space World in december 1995.

### Technologie
Het spel werd, samen met Super Mario 64, ontwikkeld door Nintendo's ontwikkelstudio Nintendo EAD en beide werden officieel beschouwd als de eerste free roaming 3D-spellen uit hun eigen serie. Nintendo had eerst plannen om Super Mario 64 uit te brengen als eerste videospel voor de Nintendo 64 en Ocarina of Time uit te geven voor de Nintendo 64DD, een perifere disk driver voor het spelsysteem waardoor het spel over 64 megabytes zou hebben beschikt.. Omdat dit randapparaat niet op tijd beschikbaar bleek, besliste het bedrijf om Ocarina of Time op een spelcartridge uit te brengen en deze later geschikt te maken voor 64DD-uitbreiding, maar ook dit laatste ging uiteindelijk niet door. Met zijn 32 megabytes blijft The Legend of Zelda: Ocarina of Time Nintendo's desondanks het grootste videospel op cartridge dat ooit is gemaakt.

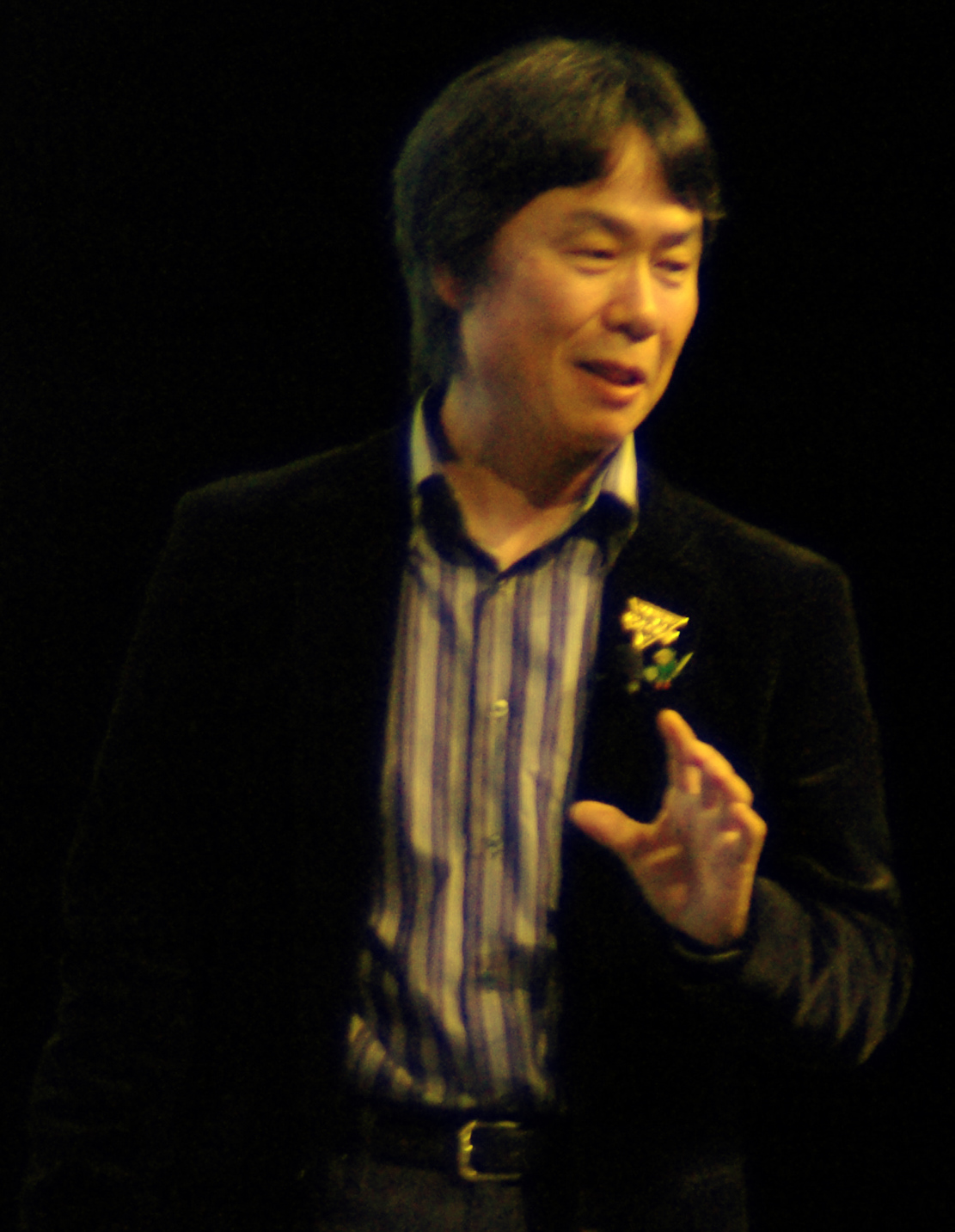
Shigeru Miyamoto was als producent betrokken bij de ontwikkeling van Ocarina of Time

Shigeru Miyamoto was bij de ontwikkeling van Super Mario 64 de leidinggevende regisseur, bijgestaan door enkele assistent-regisseurs. Tijdens de ontwikkeling van Ocarina of Time vervulde hij daarentegen de functie van producent en werkte hij met een groot aantal verschillende regisseurs. Afzonderlijke delen van het spel werden volgens een nieuwe strategie van Nintendo EAD afgehandeld door meerdere directeurs. Toen sommige onderdelen langzamer vorderden dan verwacht, keerde Miyamoto terug naar het ontwikkelingsteam met een meer leidinggevende rol. Het team had nog nooit gewerkt met 3D, maar adjunct-directeur Makoto Miyanaga zei zich een gevoel van "passie voor het creëren van iets nieuws en onbekends" tijdens de productie te herinneren.
Miyamoto stelde aanvankelijk voor om het spel in een first-person perspectief (de speler kijkt door de ogen van het spelpersonage) te laten afspelen, zodat de spelers zich meer konden gaan inleven in de spelwereld en ze hun aandacht beter konden vestigen op vijanden en omgevingen. Dit idee werd echter niet verder uitgewerkt, omdat er een voorstel werd ingediend om een jongere versie van Link in het spel te introduceren. Hierdoor werd het volgens Miyamoto noodzakelijk om Link in beeld te brengen, zodat de speler het onderscheid tussen Young Link en de volwassen Link duidelijk kon zien.
Het ontwikkelingsteam bestond uit niet minder dan 120 mensen bij de productie, onder wie stuntmannen die het effect van het zwaardvechten en Links lichaamsbewegingen moesten naspelen. Sommige van Miyamoto's ideeën voor het The Legend of Zelda-spel werden overgeplaatst naar Super Mario 64, omdat dit spel eerder werd uitgegeven. Andere ideeën werden aan de kant geschoven ten gevolge van tijdgebrek.
Ocarina of Time speelde zich aanvankelijk af in dezelfde engine als die van Super Mario 64, maar dit werd na verloop van tijd zo sterk veranderd dat Miyamoto besloot dat de twee eindproducten toch een totaal verschillend engine hadden. Een groot verschil tussen de beide engines is bijvoorbeeld de controle over de camera. In Super Mario 64 heeft de speler veel controle over de camera, terwijl in Ocarina of Time de camera grotendeels bestuurd wordt door de KI van het spel. Miyamoto legt uit dat de cameracontroles zijn ingevoerd omwille van de betere focus op de spelwereld, in tegenstelling tot die van Super Mario 64, waarbij de camerastandpunten eerder zijn gefocust op het spelpersonage Mario.
Miyamoto wilde in het spel vele filmeffecten aanbrengen, zonder dat het spel echter op een rechtstreekse kopie van een film zou gaan lijken. Takumi Kawagoe, die korte filmfragmenten creëert voor vele videospellen van Nintendo, vertelt dat het zijn hoogste prioriteit is om de speler het gevoel te geven dat de controle over de acties vlot verloopt. Om dit gevoel te bevorderen zijn filmfragmenten uit het spel volledig gegenereerd met behulp van real-time computing. Ook wordt in deze fragmenten geen gebruik gemaakt van vooraf opgenomen of full-motion video.

### Oplagen
Mensen die het spel in de Verenigde Staten via voorinschrijving hadden besteld, kregen een beperkte oplage. Op de speldoos was een gouden plastic kaart aangebracht met het opschrift: Collector's Edition. De vraag ernaar was echter zo groot dat Electronics Boutique de bestellingen voortijdig liet beëindigen op 3 november 1998.
In de latere versies zijn kleine veranderingen doorgevoerd. Zo is bijvoorbeeld een islamitische zangtekst in de Fire Temple verwijderd en is de kleur van Ganondorfs bloed groen in plaats van rood.

## Remakes
Naast de huidige versie van The Legend of Zelda: Ocarina of Time, die voor de Nintendo 64 is bedoeld, zijn er in de jaren na de officiële uitgave van het spel een aantal remakes uitgebracht. De eerste hiervan werd uitgegeven voor de Nintendo GameCube en heet The Legend of Zelda: Ocarina of Time/Master Quest. "Master Quest" in de titel verwijst naar de uitbreiding in deze remake ten opzichte van het huidige spel. Hierdoor ligt de moeilijkheidsgraad op sommige vlakken beduidend hoger dan in de originele versie. Daarnaast werden er enkele kleine wijzigingen in de gameplay aangebracht. Master Quest zou gebruikmaken van de Nintendo 64DD en uitgebracht worden onder de naam: Ura Zelda. Dit idee werd echter aan de kant geschoven, want de speldisk van The Legend of Zelda: Ocarina of Time / Master Quest werd uiteindelijk in Japan en de Verenigde Staten samen met het spel The Legend of Zelda: The Wind Waker bij de voorverkoop van dit spel gebundeld in één speldoos. Ook werd de disk aangeboden bij speciale Nintendo GameCube-bundels op de Wal-Mart, en door videospellen en spelconsoles te registreren op Nintendo's Noord-Amerikaanse website kon men het spel gratis verkrijgen. Zowel in Europa als in Australië werd deze remake geleverd in combinatie met The Legend of Zelda: The Wind Waker. In Europa was het spel slechts korte tijd beschikbaar via een speciaal aanbod op de website van Nintendo.
De tweede remake verscheen eveneens op de Nintendo GameCube, in de The Legend of Zelda: Collector's Edition. Deze verzameling Zelda-spellen was verkrijgbaar in Europa, Australië en de Verenigde Staten en werd niet commercieel verhandeld, maar verspreid door middel van diverse acties en bundels. De speldisk bevat naast deze game ook andere spellen uit de The Legend of Zelda-serie, zoals: The Legend of Zelda, Zelda II: The Adventure of Link, The Legend of Zelda: Majora's Mask en een demo van The Legend of Zelda: The Wind Waker. Ten slotte kan de speler ook nog een filmpje terugvinden op de speldisk met een overzicht in retrostijl van alle eerder uitgebrachte The Legend of Zelda-spellen. De originele spelversie van Ocarina of Time verscheen op de Nintendo 64 met een resolutie van 320×320, maar de Nintendo GameCube ondersteunt een resolutie van 640×480.
De laatste remake, die werd uitgebracht op de Virtual Console van de Wii, kost 1000 Nintendo Points. Deze versie is een directe portering van de Nintendo 64-versie, maar ondersteunt geen trilfunctie in de controller. Naast deze drie remakes is er ook een vijf minuten durende demo die vrij kan worden gespeeld in het Wii-spel: Super Smash Bros. Brawl.
De speldoos van The Legend of Zelda: Ocarina of Time / Master Quest bevat een speldisk met daarop zowel het originele spel als de Master Quest-versie, evenals zes video-demo's van andere videospellen voor de Nintendo GameCube. Een van de demo's is die van The Legend of Zelda: The Wind Waker. Een andere demo bevat een deel van de remake van The Legend of Zelda: A Link to the Past voor de Game Boy Advance. Master Quest bevat overigens dezelfde engine en plot als Ocarina of Time, maar de kerkers en tempels werden hier lichtelijk gewijzigd.
In 2011 kwam er een remake voor de 3DS.

## Sequel
Het spel kreeg in 2000 het directe vervolg The Legend of Zelda: Majora's Mask, dat gebruikmaakt van hetzelfde basisengine, maar wel een Expansion Pack vereist dat de benodigde 4MB extra van het RAM levert. De sequel begint wanneer Link na afloop van de gebeurtenissen in The Legend of Zelda: Ocarina of Time tijdens een reis zijn feetje Navi uit het oog verliest. Hij doorkruist Termina, een land ver buiten Hyrule, om haar op te sporen en ontdekt terloops dat een dreigende maan binnen drie dagen zal neerstorten op het land. In een race tegen de klok moet hij verschillende maskers zien te vinden en het kwaad dat sommige gebieden bedreigt uitroeien. Hiernaast moet hij ook nog het mysterie rond Majora's Mask oplossen, een vervloekt masker dat de reden is van alle ellende in Termina.

## Ontvangst
| Reviewcompilaties | Reviewcompilaties                     |
| Bron              | Score                                 |
| ----------------- | ------------------------------------- |
| GameRankings      | (N64) 97,54% (GC) 89,77% (3DS) 93,89% |
| Metacritic        | (N64) 99/100 (GC) 91/100 (3DS) 94/100 |

### Verkoopcijfers
Ocarina of Time was het best verkochte spel ooit uit de serie The Legend of Zelda, maar is later ingehaald door Breath Of The Wild (2017) en Tears Of The Kingdom (2023). In 2004 waren er wereldwijd al 7,6 miljoen exemplaren verkocht.. In 2007 waren dit er meer dan 8,6 miljoen. Ondanks het feit dat het spel pas in de laatste 39 verkoopdagen van 1998 verkrijgbaar was, werd het alleen in dat jaar al circa 2,5 miljoen keer verkocht. In Japan gingen er in 1998 zo'n 820.000 exemplaren van het spel over de toonbank, wat het het op negen na best verkochte spel maakte van datzelfde jaar. In totaal werden er 1,14 miljoen exemplaren verkocht in Japan, waardoor het spel op de 128ste plaats terechtkwam op de lijst van "best verkochte videospellen ooit".

### Algemene beoordeling
De Nintendo 64-versie van het spel kende, op een paar uitzonderingen na, veelal positieve recensies van tijdschriften en websites, waaronder Famitsu, Edge, Electronic Gaming Monthly (EGM), GameSpot en IGN. Sinds juni 2009 staat het spel bij recensiebundelaars GameRankings en Metacritic bekend als best scorende videospel aller tijden. Bij GameRankings staat de Nintendo-GameCube-versie op de 292ste plaats op de lijst van "beste videospellen ooit" en op de 38ste plaats op de lijst van "best scorende spel van 2003". Metacritic plaatste de remake voor de Nintendo GameCube op de 215de plaats..
De recensenten prezen allerlei aspecten van het spel: het ontwerp van de spelwereld, de besturing in de gameplay en het geluid. Voormalig GameSpot-recensent Jeff Gerstmann schreef dat het "een spel" is "dat niet anders genoemd kan worden dan vlekkeloos". Website IGN noemde het spel "het nieuwe benchmark voor interactieve entertainment" dat het "RPG-genre zou kunnen vormen voor de komende jaren". Na de uitgave stond The Legend of Zelda: Ocarina of Time op een aantal lijsten van beste of meest invloedrijke videospellen aller tijden, inclusief die van EGM, IGN en Nintendo Power. In juni 2009 werd het spel op website GameFAQs verkozen tot "beste videospel ooit" in hun dagelijkse poll (opiniepeiling).. Veel recenten prezen tevens de muziek. IGN vond het daarentegen jammer dat het traditionele Zelda overworld thema hier geen deel van uitmaakte. In 2001 noemde de website GameSpot de soundtrack als een van de beste voor videospelletjes aller tijden.
De graphics werden geprezen vanwege hun diepte en detail, hoewel deze volgens recensenten toch niet de beste waren die de Nintendo 64 te bieden had. Zo leken volgens Game Revolution de "expressies en animaties van de gezichten van de personages te verrassend". IGN was van mening dat de graphics wat betreft de kwaliteit iets hoger liggen dan die van Super Mario 64 en qua omgeving ook een grootser gevoel geven. De indrukwekkende afstanden tussen de gebieden van Hyrule, evenals het ontwerp van de eindbazen werden aangehaald als "grafische hoogstandjes" in het spel. Hoewel het spel uitblinkt in het gebruik van de juiste kleuren en het zichtbaar weergeven van alle details van de omgeving, merkten recensenten op dat sommige grafische elementen van het spel het niet zo goed deden als die van het Nintendo 64-spel Banjo-Kazooie. IGN deelde ook mee dat de frames en textuur van het spel niet zo goed waren uitgewerkt als die van Banjo-Kazooie, onder meer in de markt van Hyrule waar deze beschreven werden als "wazig".
De gameplay werd over het algemeen beschouwd als "gedetailleerd", met veel extra queestes waardoor de duur van het spel automatisch wordt verlengd. EGM was tevreden dat Nintendo in staat was om spelelementen van de oudere 2D-Zeldaspellen zonder problemen in 3D om te zetten. Het contextgevoelige controlesysteem werd gezien als een van de sterkste elementen van de gameplay. Recensenten merkten op dat het besturen van de protagonist weliswaar vereenvoudigd is dankzij het gebruik van een beperkt aantal knoppen, maar dat spelers daardoor soms ook onbedoelde handelingen uitvoeren. Ook de audio van het spel werd over het algemeen gewaardeerd; IGN vergeleek de muziekstukken van componist Kōji Kondō met het werk van Philip Glass. Veel atmosferische geluiden en surround sound zouden ervoor zorgen dat de speler zich helemaal kan inleven in de spelwereld. Sommige recensenten waren wat ontevreden over bepaalde geluidsfragmenten die ze "te gedateerd" vonden klinken. Anderen vonden dit juist weer een positief punt, omdat dit volgens hen "retro"-achtig overkwam. Website Game Revolution beschreef het geluid als "goed voor Nintendo, maar niet echt voortreffelijk binnen een groot kader".
De recensies van Master Quest en de Virtual Console-versie van het spel waren in tegenstelling tot die van het originele spel eerder verdeeld. Zo zijn de aspecten van de gameplay, de graphics en de audio volgens velen verouderd. Een voorbeeld: IGN gaf Master Quest een 9 na het originele spel een 10 te hebben toegekend. In november 2006, tijdens de uitgave van The Legend of Zelda: Twilight Princess, schreef Matt Casamassina van het IGN Nintendo Team: "Ocarina, je tijd is verstreken!" en hij prees Twilight Princess vanwege de innoverende gameplay en het verbluffende ontwerp van de kerkers en tempels, wat volgens hem "nieuwe hoogten" bereikte in de The Legend of Zelda-serie. GameSpot-crewlid Jeff Gerstmann gaf de Virtual Console-remake een 8,9 – opvallend genoeg 1,1 punten minder dan het vrijwel identieke origineel – en citeerde: "Zelfs na negen jaar blijft Ocarina of Time verrassend goed, met een langdurig en verbazingwekkend avontuur".

### Prijzen
In 1998 won Ocarina of Time de Grand Prize in de Interactive Art Division op het Japan Media Arts Festival. Het spel won daarnaast zes eretitels op de 2nd Annual Interactive Achievement Awards, inclusief Game of the Year, Outstanding Achievement in Interactive Design, Outstanding Achievement in Software Engineering, Console Game of the Year, Console Adventure Game of the Year en Console RPG of the Year. Ocarina of Time belandde op de tweede plaats in de lijst 100 greatest Nintendo games of all time van het Official Nintendo Magazine (ONM). Daarnaast heeft The Legend of Zelda: Ocarina of Time de GameSpot's Game of the Year prijs in 1998 gewonnen.

### Guinness Book of Records
Het Guinness Book of Records noemt Ocarina of Time sinds 2008 als het best beoordeelde videospel ooit.

## Trivia
- De grote populariteit van het spel leidde tevens tot een stijging in de verkoop van het aantal echte ocarina's.[66]
- Het spel is opgenomen in het boek 1001 Video Games You Must Play Before You Die van Tony Mott.
- De originele achtergrondmuziek van de vuurtempel bevatte islamitische gebeden die met name voor Arabischtaligen duidelijk als zodanig zijn te herkennen. Dit is gewijzigd omdat Nintendo in principe geen religieuze uitingen in zijn spellen wil.